# Dispariția (povestire)
Dispariția este o povestire științifico-fantastică scrisă de autorul român Victor Martin.

## Povestea
Povestirea începe cu un caz neelucidat de poliție de ani de zile: toți auditorii care au participat la prelegerile de socio-politică ale profesorului Emil Horst de la Universitate au dispărut fără urmă. Nu există un tipar: unii dispăreau după primele ore, alții după mai multe cursuri, dar poliția n-a închis aceste cursuri. Marisa este înșelată de prietenul ei Mac Hermann cu Lola și se hotărăște că, decât să se sinucidă, mai bine participă la aceste cursuri și dispare. Mac Hermann, intrigat, începe să-și caute prietena astfel încât se înscrie și el la aceste cursuri.